# Valeriana magellanica
Valeriana magellanica là một loài thực vật có hoa trong họ Kim ngân. Loài này được Hombr. & Jacq. ex Decne. miêu tả khoa học đầu tiên..